# 尖閣諸島の米軍基地
尖閣諸島の米軍基地 (せんかくしょとうのべいぐんきち) は、久場島の黄尾嶼射爆撃場 (こうびしょしゃばくげきじょう、Kobi Sho Range) と、大正島の赤尾嶼射爆撃場 (せきびしょしゃばくげきじょう、Sekibi Sho Range) の2島。久場島と大正島の島全体とその海域と空域がアメリカ海軍の射爆撃場となっている。

## 概要
米軍は射爆撃場として尖閣諸島の久場島と大正島の二島を占有している。
1948年4月9日、米国民政府は琉球政府に対し、「コビ礁」(久場島)、「鳥島」(鳥島射撃場となる)、「イリソナ島」(イリジマ 西洲) の3島を米軍の「永久危険区域」に指定し、4月22日には、漁業者による出漁を禁止した。
1960年1月、米国民政府は久場島を軍用地として無期取得する旨を琉球民政府に告知した。
| 沖縄返還協定 A表 |                |        |
| FAC6084          | 黄尾嶼射爆撃場 | 久場島 |
| FAC6085          | 赤尾嶼射爆撃場 | 大正島 |

1972年5月15日、沖縄返還協定のA表として黄尾嶼射爆撃場と赤尾嶼射爆撃場が提供された。それぞれが陸上区域、水域と空域で構成されており、日米合同委員会における合意により、米軍がその水域を使用する場合は原則として15日前までに防衛省に通告することとなっているが、1978年6月以降より使用の通告はなされていない。

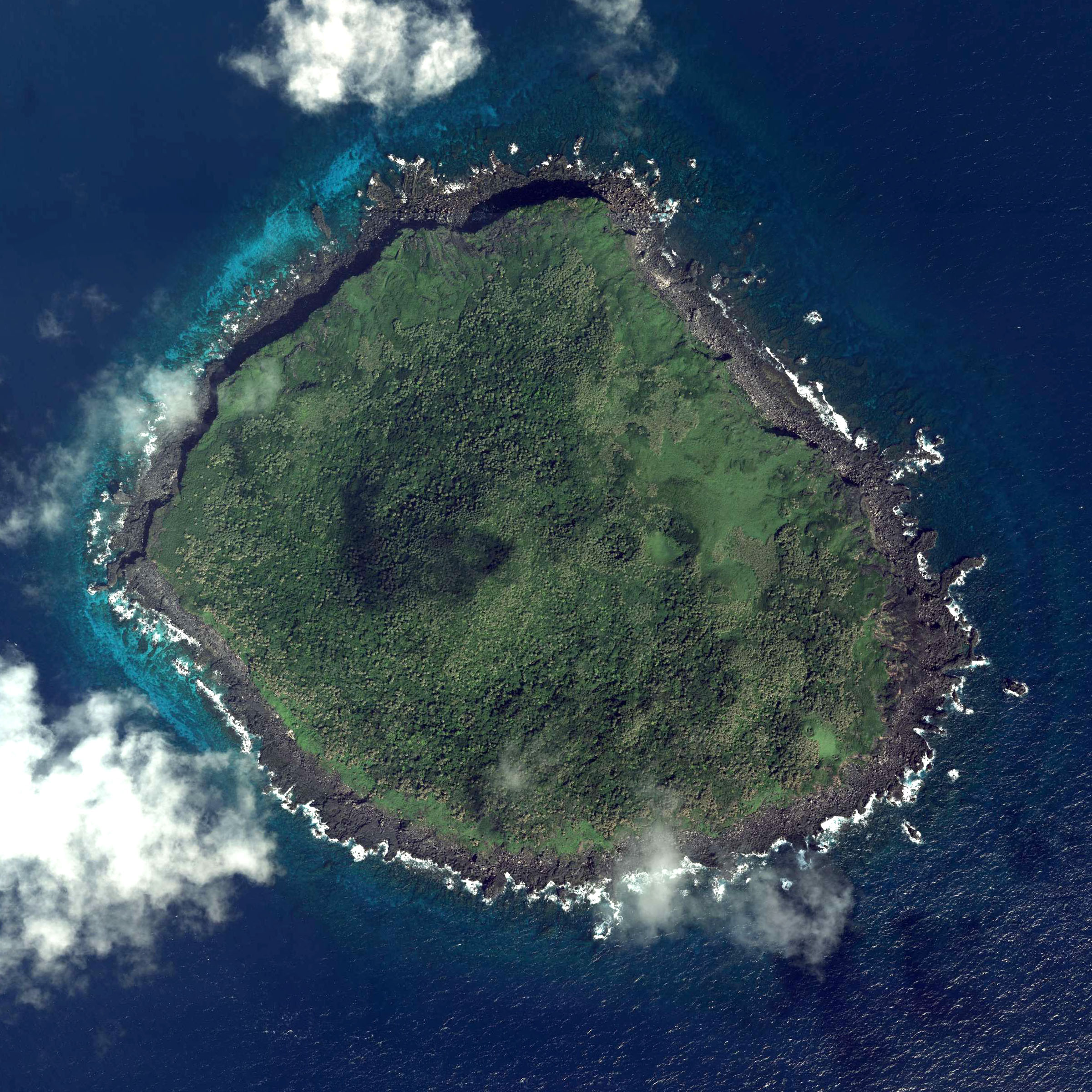
久場島

## 久場島

### 黄尾嶼射爆撃場
黄尾嶼射爆撃場 (Kobi Sho Range) FAC6084
- 場所：石垣市（字登野城）久場島
- 面積：874 千㎡
- 空域: 0.35k㎡
- 水域: 0.35k㎡
- 地主: 国有地
- 管理部隊名: 在沖米海軍艦隊活動司令部
- 使用部隊名: アメリカ海軍
- 使用主目的: 空対地射爆撃訓練[4]
- 返還計画: なし

1956年5月1日、米海軍の射爆撃場として使用開始。
1969年3月17日、米海軍による航空機から地表への爆撃訓練がアメリカ公文書館の記録に残されている。
1972年5月15日、沖縄返還後も継続し「黄尾嶼射爆撃場」として提供。
使用目的として、米海軍による空対地射爆撃訓練場及となっているが、1979年 (昭和54年)以降、特に訓練は行われていない。

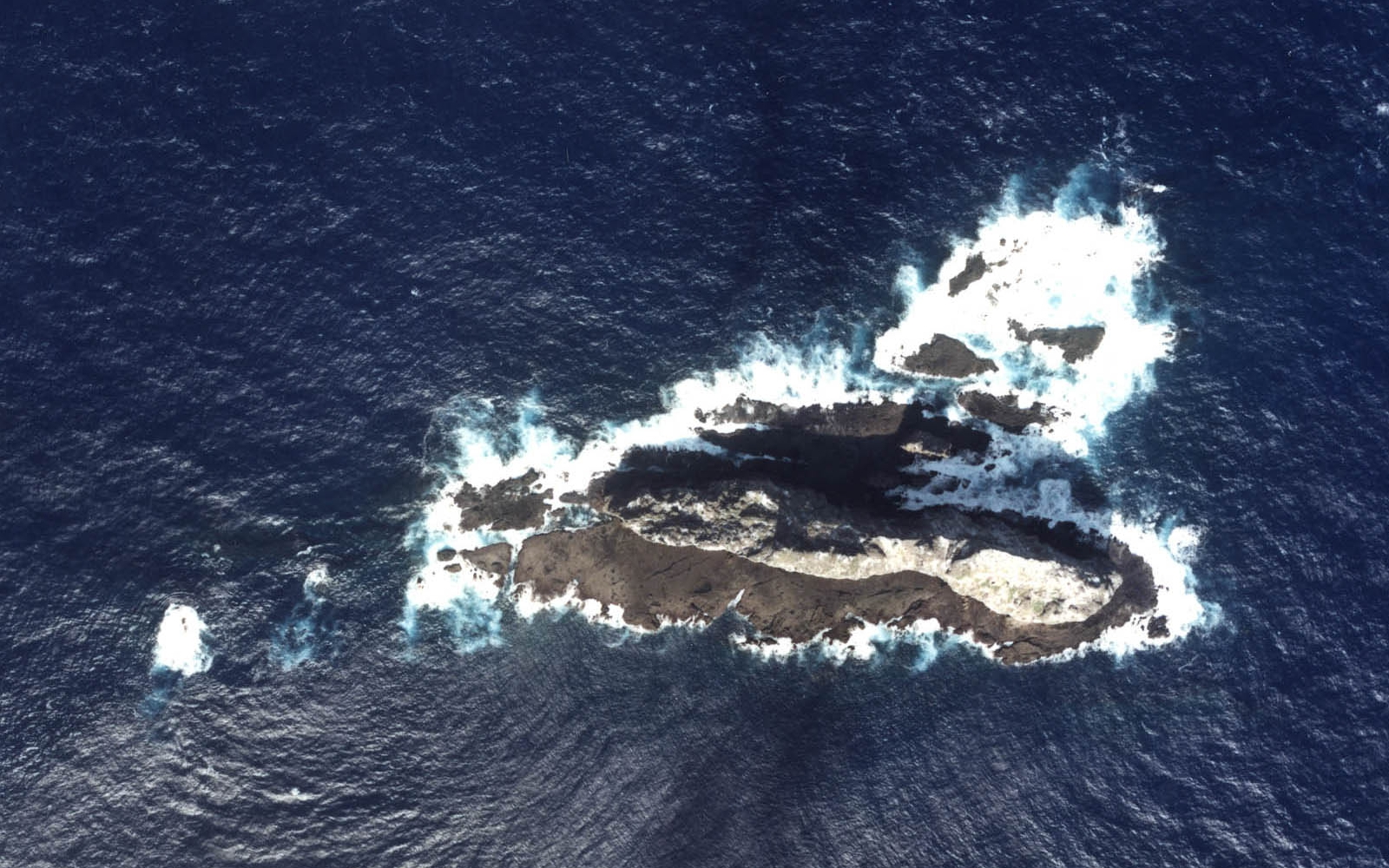

## 大正島

### 赤尾嶼射爆撃場
赤尾嶼射爆撃場 (Sekibi Sho Range) FAC6084
- 場所: 石垣市 （字登野城）大正島
- 面積: 41千㎡
- 空域: 269.25k㎡
- 水域: 269.21k㎡
- 地主: 国有地
- 管理部隊名: 在沖米海軍艦隊活動司令部
- 使用部隊名: アメリカ海軍
- 使用目的: 艦対地射撃訓練および空対地射爆撃訓練[4]

- 返還計画: なし

1972年5月15日、沖縄返還に伴い継続し「赤尾嶼射爆撃場」として提供。
陸上面積においては黄尾嶼射爆撃場が大きいが、訓練水域と海域の規模ではこちらの面積が広い。使用目的として、米海軍による空対地射爆撃訓練場および艦対地射爆撃訓練場となっているが、1979年以降の訓練の報告はない。

## 参考項目
沖縄の米軍基地